# El Tabaco
El Tabaco es una localidad chilena ubicada en la Provincia del Huasco, Región de Atacama. Esta localidad forma parte del Valle de El Tránsito, que antiguamente se conocía como Valle de los Naturales.

## Historia
Esta localidad poblada era antiguamente una hacienda que se encontraba en el mismo lugar y que se extendía a ambos lados del Río El Tránsito.
El nombre de esta localidad se deriva de la Quebrada El Tabaco, la cual posee un camino tropero de uso público que comunicaba la Hacienda La Jarilla con el Valle del Tránsito.
El Tabaco es un nombre común que recibe la planta una planta exótica usada para efectos medicinales Nicotiana glauca.

## Turismo
La localidad de El Tabaco posee pocos atractivos, sin embargo el camino que accede hasta La Jarilla y las minas de cobre situadas en la Quebrada, constituyen un punto interesante para excursiones a caballo.

## Accesibilidad y transporte
La localidad de El Tabaco se ubica muy próximo a la localidad de Ramadilla y del poblado de Alto del Carmen.
Existe transporte público diario a través de buses de rurales desde el terminar rural del Centro de Servicios de la Comuna de Alto del Carmen, ubicado en calle Marañón 1289, Vallenar.
Si viaja en vehículo propio, no olvide cargar suficiente combustible en Vallenar antes de partir. No existen puntos de venta de combustible en la comuna de Alto del Carmen.
A pesar de la distancia, es necesario considerar un tiempo mayor de viaje, debido a que la velocidad de viaje esta limitada por el diseño del camino. Se sugiere hacer una parada de descanso en el poblado de Alto del Carmen para hacer más grato su viaje.
El camino es transitable durante todo el año, sin embargo es necesario tomar precauciones en caso de eventuales lluvias en invierno.

## Alojamiento y alimentación
En la comuna de Alto del Carmen existen pocos servicios de alojamiento formales en Alto del Carmen, se recomienda hacer una reserva con anticipación.
En El Tabaco no hay servicios de Camping, sin embargo se puede encontrar algunas facilidades para los campistas en los alrededores de El Terrón, La Junta, y en Alto del Carmen.
Los servicios de alimentación son escasos, existiendo en Alto del Carmen algunos restaurantes.
En muchos poblados como La Junta y Alto del Carmen hay pequeños almacenes que pueden facilitar la adquisición de productos básicos durante su visita.

## Salud, conectividad y seguridad
El Tabaco cuenta con servicio de electricidad, iluminación pública y red de agua potable rural.
En el poblado de Alto del Carmen existe un Reten de Carabineros de Chile y un Centro de Salud Familiar dependiente del Municipio de Alto del Carmen.
El Tabaco no cuenta con servicio de teléfonos públicos rurales, sin embargo estos se pueden encontrar en Alto del Carmen. Hay buena señal para teléfonos celulares.
El Municipio cuenta con una red de radio VHF en toda la comuna en caso de emergencias, incluyendo Marquesa.